# Мунданная астрология
Мунданная астрология (также мировая или политическая астрология) — один из основных астрологических разделов наряду с хорарной, натальной и элективной астрологией. Занимается составлением предсказаний для наций, регионов, народов, отдельных социальных классов населения о политических событиях, включая смену правительства, войны и т. п. Раньше помимо политических предсказаний составной частью мунданного раздела были финансовая астрология, астрометеорология и все иные астрологические техники за исключением хорарных и натальных. Как и остальные разделы, мунданная астрология не имеет научного подтверждения.

## Общее описание
Мунданная астрология является одним из древнейших разделов астрологии, зародившейся в Месопотамии. Первые астрологи были тесно связаны с властью, состояли на государственной службе при монархе и предсказывали события, затрагивавшие только государство в целом — войны, эпидемии, состояние экономики. В дальнейшем, когда астрологию переняли греки, предсказательные техники стали использоваться для построения гороскопов и для отдельных индивидов.
Основными техниками мунданной астрологии являются предсказания, сделанные на основе нижеследующих гороскопов и их кобминирования:
- карты ингрессий, то есть гороскопы, построенные на тот момент, когда Солнце входит в тот или иной знак зодиака; основной считается карта, построенная на начало астрологического года, то есть на момент весеннего равноденствия, когда Солнце входит в знак Овна;
- карты лунаций, то есть гороскопы, построенные на момент новолуния или полнолуния;
- карты на момент соединения планет, находящихся за орбитой Земли; основным считается соединение Юпитера и Сатурна;
- карты затмений и появления комет.

Построенные мунданные карты интерпретируются исходя из значений каждого из 12 т. н. астрологических домов, планет и знаков зодиака. Например, второй дом «отвечает» за государственные финансы и банковскую систему, Меркурий — за прессу и учёных, и т. д.
Базовые сведения о мунданной астрологии можно найти в «Тетрабиблосе» Птолемея. В Средневековье один из значимых трудов по мунданной астрологии написал Хали Абенрагель (10-11 в.), во многом опиравшийся на книги предшественников — Гермеса, Дорофея, Птолемея, Аль-Кинди. Восьмитомник Абенрагеля (мунданной астрологии был посвящён восьмой том) в дальнейшем высоко почитался, в частности, с 1503 по 1571 год его шесть раз переиздавали в печатном виде.
На протяжении веков о мунданной астрологии писали многие авторы, в том числе Феофил Эдесский, Абу Машар аль-Балхи, Авраам ибн Эзра, Исидор Севильский и другие. В 20 веке появилось огромное количество практиков астрологии, что привело к появлению новых методик мунданных предсказаний. Одной из наиболее влиятельных книг по мунданной астрологии стала «Политическая астрология» («An Introduction to Political Astrology», 1951) Чарльза Картера (1887-1968).

## Взаимодействие мунданных астрологов с правителями
В эллинистический период астрология часто использовалась в общественной жизни и во время политических разногласий.
В Средние века правители во многом полагались на астрологов и их предсказания. В 15 веке с развитием печатных технологий среди читающей публики стал популярным жанр ежегодных прогнозов. Мунданные прогнозы обязательно печатались в ежегодных астрологических альманахах и были очень популярными на протяжении длительного времени.

Пропагандистская ценность таких инициатив способствовала формированию тесных союзов между предсказателями и придворной культурой в Италии, Франции, Германии, Польше и Нидерландах в конце XV века.
Распространённость и влиятельность ежегодных предсказаний (в частности, они могли действовать как самосбывающиеся пророчества и вызывать народные волнения), в свою очередь, привели к тому, что астрологию стали критиковать. Наиболее известным критиком в те времена был Джованни Пико делла Мирандола и его «Рассуждения против прорицающей астрологии» (1496). Дополнительной проблемой для астрологов было также то, что предсказатель, предвещавший, например, смерть монарха или неблагоприятное для страны событие, подвергал себя серьёзной опасности.
В 20 веке большой резонанс получила информация о том, что президент США Рональд Рейган консультировался во время своего президентского срока с астрологом Джоан Квигли и принимал важные решения исходя из полученных рекомендаций. В частности, астролог выбрала место, дату и время для подписания Договора о ликвидации ракет средней и малой дальности между США и СССР — 13:30, 8 декабря 1987 года в Вашингтоне.

### Использованная при написании статьи
- Льюис Д. Мунданная астрология // Энциклопедия астрологии. — Ростов-на-Дону: Феникс, 1998. — С. 297-299.
- Curry, Patrick Prophecy and Power: Astrology in Early Modern England. — Princeton, 1989.
- Astrology // Europe, 1450 to 1789: Encyclopedia of the Early Modern World. — The Gale Group Inc., 2004.
- Astrology // The Oxford Companion to British History. — Oxford University Press, 2002.
- Gijsen A. Bara J.-F., Stuckrad C.K.M. von, Faracovi O.P., Hammer O.K. Astrology // Dictionary of Gnosis & Western Esotericism. — Koninklijke Brill NV,, 2006. — С. 109—141. — ISBN 978 90 04 15231 1.

### Книги по мунданной астрологии
На русском языке
- Бэйджент М., Кэмпион Н., Харви Ч. Мировая астрология. Введение в астрологию стран, народов и организаций. — Лига Независимых Астрологов, 1999. ISBN 5-88828-007-0.
- Картер Ч. Политическая астрология. — Мир Урании, 2002. — 96 с. — ISBN 5-900191-43-5
- Клавдий Птолемей Тетрабиблос / Четверокнижие (II век н.э.)
- Кэмпион Н. Книга мировых гороскопов. — Лига Независимых Астрологов, 1995. ISBN 5-88828-001-1.
- Рафаэль (Роберт Кросс Смит). Мунданная астрология, или Влияние планет и знаков зодиака на народы и страны мира. — 2019. — 70 с. (перевод книги Raphael Mundane astrology, 1910)

На английском языке (выборочно)
- Abu Mashar, Keiji Yamamoto, Charles Burnett On Historical Astrology: The Book of Religions and Dynasties (Islamic Philosophy, Theology, and Science, V. 33-34) (v. 1). — Brill Academic Pub, 2000. ISBN 978-9004107250.
- Al-Biruni The Chronology of Ancient Nations (XI век), перевод на английский язык C.E. Sachau, — London, 1879.
- Gadbury J. De Cometis (1665)
- Green H. S., Carter C. E. O. and Raphael Mundane Astrology: The Astrology of Nations and States. — Astrology Classics, 2005. ISBN 978-1933303116.
- Ibn Ezra Book of the World (12 в.)
- Ramesey W. Astrology Restored (1653)